# Bengt Stern
Bengt Stern, född 3 oktober 1930, död 6 september 2002, var en svensk författare och läkare. 
Han drev först läkarpraktik i Skärholmen utanför Stockholm. Förutom traditionell medicin studerade Bengt Stern psykosomatisk medicin, kroppspsykoterapi samt humanistisk och transpersonell psykologi i Europa, Indien och USA. 
År 1985 startade Stern institutet och kursgården Mullingstorp Utbildning & Hälsa på sin fädernegård Mullingstorp, som han ärvt 1960. Gården ligger på sydöstra Vikbolandet. Hans änka och tre barn sålde 2010 fastigheten inklusive kursverksamheten till nya ägare, som under namnet Mullingstorp Kursgård AB drev verksamheten vidare fram till 2018.